# Zenon Frydrychowicz
Zenon Frydrychowicz (ur. 21 grudnia 1851 w Koślince k. Tucholi, zm. 26 lutego 1929 w Bydgoszczy) – polski prawnik. Pierwszy polski prezes Sądu Okręgowego w Bydgoszczy. 

## Życiorys
Urodził się w Koślince (obecnie w granicach Tucholi), w rodzinie Franciszka Frydrychowicza i Marii z Malinowskich (zm. 1896), siostry językoznawcy Franciszka Ksawerego Malinowskiego. Był bratem Romualda, Bronisławy Jadwigi (ur. 1848), Michała i Mikołaja. Ukończył w Tucholi szkołę elementarną, następnie pobierał nauki w Pelplinie i Chojnicach, gdzie wspólnie z Antonim Wolszlegierem założył Towarzystwo Filomatów. Po studiach odbytych we Wrocławiu rozpoczął pracę w sądownictwie. 20 listopada 1875 r. zdał egzamin referendariuszowski, po którym objął pierwsze stanowisko sądowe w Tucholi. W kolejnych latach pracował m.in. w Poznaniu, Jastrowie, Bydgoszczy i Gnieźnie. W 1881 objął funkcję sędziego okręgowego w Koźminie, a później radcy sądu okręgowego w Bydgoszczy. Był współautorem niemieckiego podręcznika do prawa katastralnego („Handbuch des Grundbuchrechts”), opublikowanego w 1901 r. wspólnie z Juliusem Brachvogelem. 
W styczniu 1920 r. został mianowany pierwszym polskim prezesem sądu okręgowego w Bydgoszczy.
Był mężem Stefanii z Łaszewskich h. Grzymała (1862–1924). Pod koniec życia zamieszkiwał przy ulicy Petersona w Bydgoszczy.
Zmarł 26 lutego 1929 r. w Bydgoszczy. Pochowany w grobowcu na cmentarzu Starofarnym w Bydgoszczy (sektor C- 2-13).

## Ordery i odznaczenia
- Krzyż Oficerski Orderu Odrodzenia Polski (28 kwietnia 1926)[10]
- Komandoria Orderu Piusa IX (Watykan)[7]

## Upamiętnienie
Uchwałą Nr XII/188/15 z dnia 27 maja 2015 r. Rada Miasta Bydgoszczy nadała jednej z ulic w Fordonie nazwę "ul. Zenona Frydrychowicza".